# Střížovický vrch
Střížovický vrch je hora tvořící jednu z dominant města Ústí nad Labem. Jedná se o výběžek Českého středohoří, konkrétně jeho ústecké části. Dle stanovených kritériích je ovšem pojmenovaný vedlejší vrchol o výšce 342 m n. m., hlavní vrchol se nachází cca 0,7 km východně ve výšce 348 m n. m. Oba vrcholy totiž odděluje jen cca 10 metrů mělké sedlo. Na jeho plochém hřebeni se nalézá bezodtoký chovný rybník a převaděč Českých radiokomunikací. Dále se zde nachází kynologické cvičiště a vodohospodářské zařízení s ochranným pásmem.
V letech 2003 až 2006 existovaly plány na přeměnu části vrchu na tzv. Eden park - měla být vybudovaná krytá lyžařská dráha, golfové hřiště a multifunkční hala.

## Přístup
- Balzakova cesta – vede z ulice Štursovy strmě okolo tenisových kurtů do stráně, dále lesním porostem po vrstevnici nad ulicí Hynaisova.
- Březinova stezka – vede z ulice Hynaisovy v mírném stoupání k hřebeni, cca v polovině délky protíná Balzakovu cestu, aby se na hřebeni napojila na Dantovu cestu.
- Dantova cesta – začíná jako asfaltová silnice na serpentinou ulice Lipová (směr Střížovice) a vede po hřbetu kopce k převáděči Českých radiokomunikací. Téměř v bodě, kde do ní ústí Březinova stezka, pokračuje k převáděči jako hliněná komunikace.
- Nepojmenovaná – vede od Střížovické ulice podél jižní části hřebenu, u vodohospodářské stavby se hliněný charakter cesty mění v asfaltový povrch příjezdové komunikace.

## Výhled
Ze Střížovického kopce (severní část hřebenu) je otevřený výhled na České středohoří, zejména na dominantní centrální vrcholy, jako jsou např. Kletečná, Milešovka, dále třeba Bořeň. V kotlině pod Krušnými horami jsou vidět Teplice, Krupka, Chlumec a Chabařovice (jihozápadní část hřebenu). Z krušnohorských vrcholů je vidět zejména dominantní Komáří hůrku, Cínovec, Měděnec, za dobré viditelnosti dokonce téměř 90 km vzdálený Klínovec.
Severní výhled, ztížený lesním porostem, zastupuje např. vrchol Radešín.

## Fotogalerie

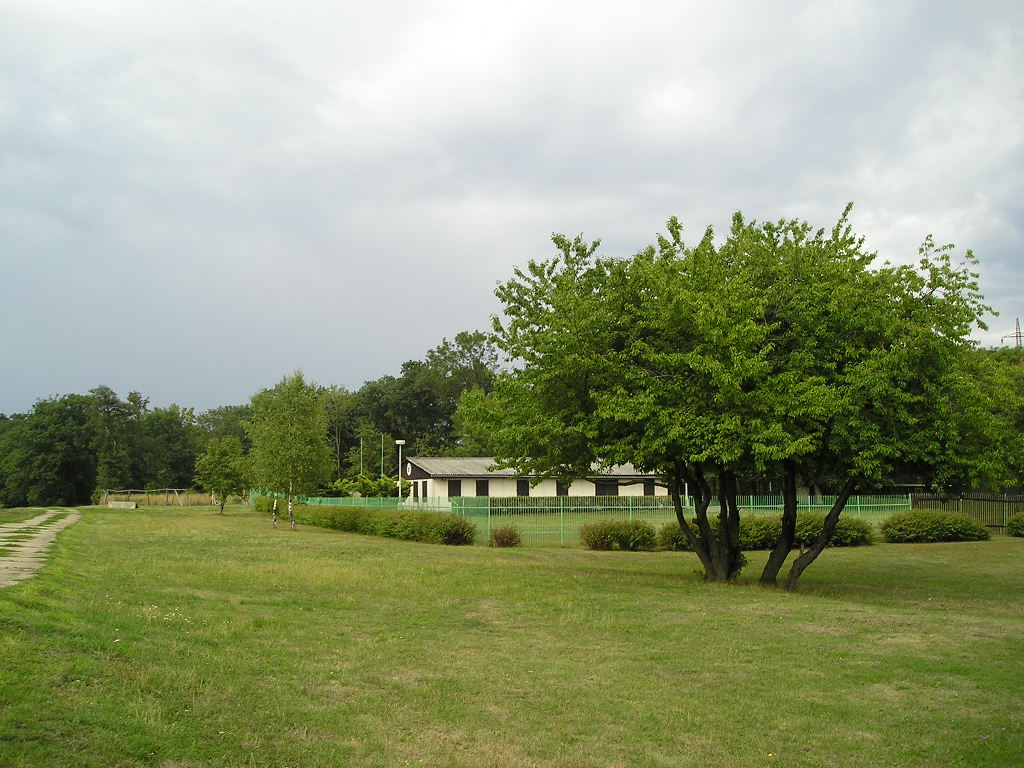
Kynologické cvičiště
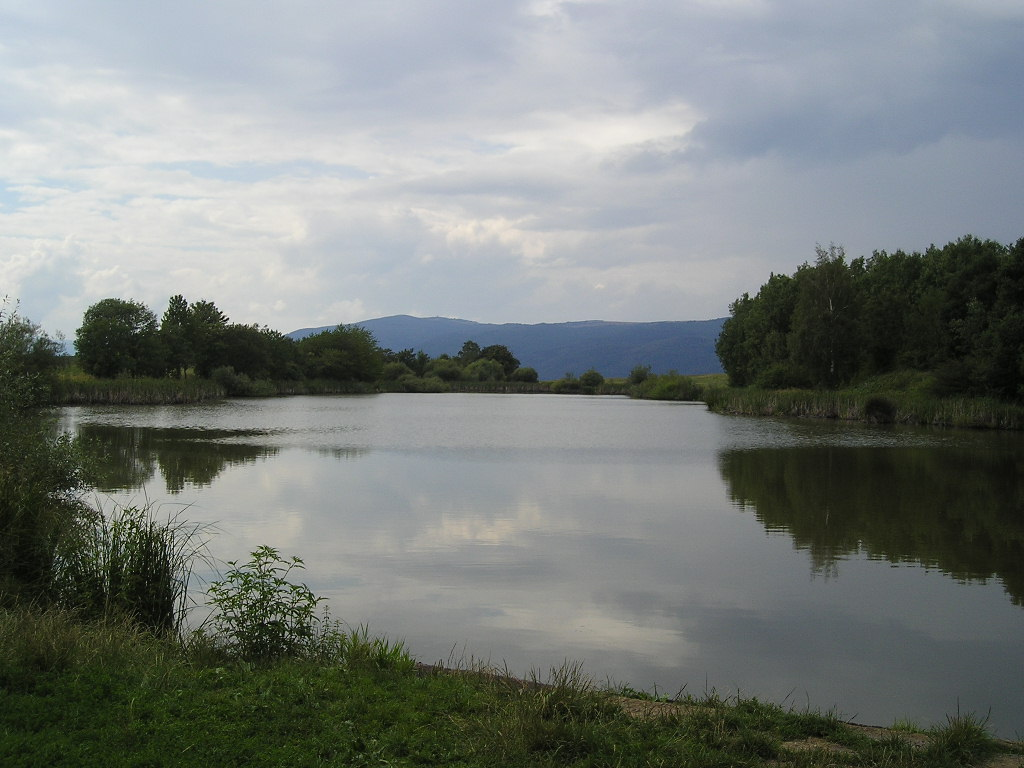
Střížovický rybník
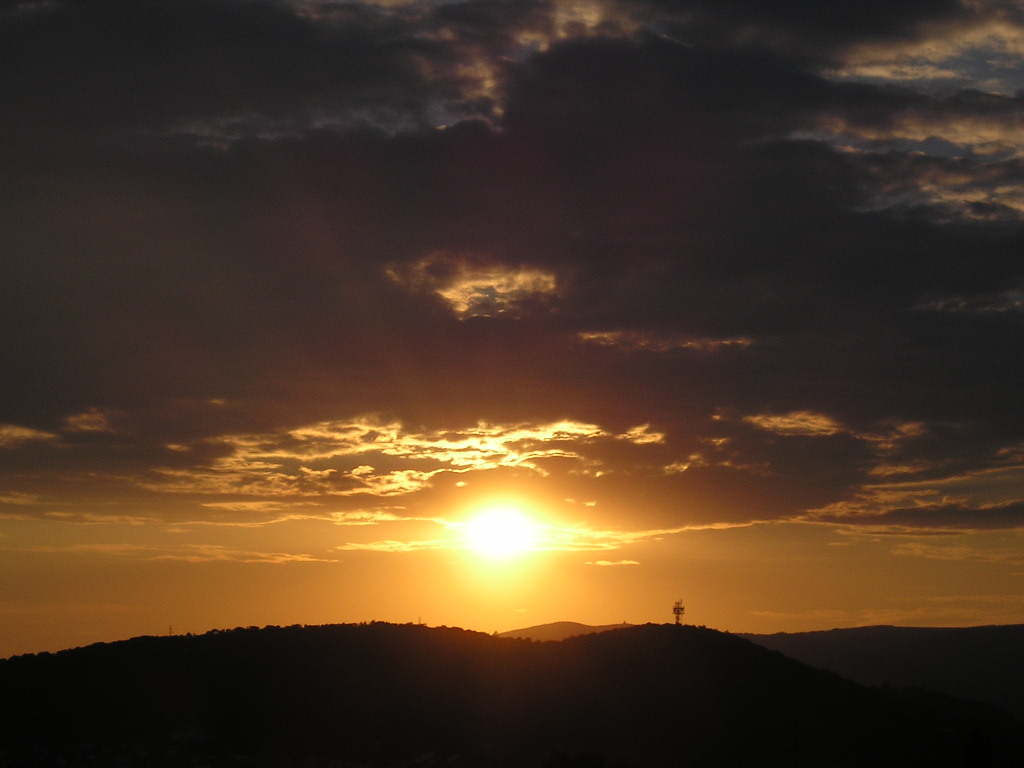
Západ Slunce se siluetou převaděče
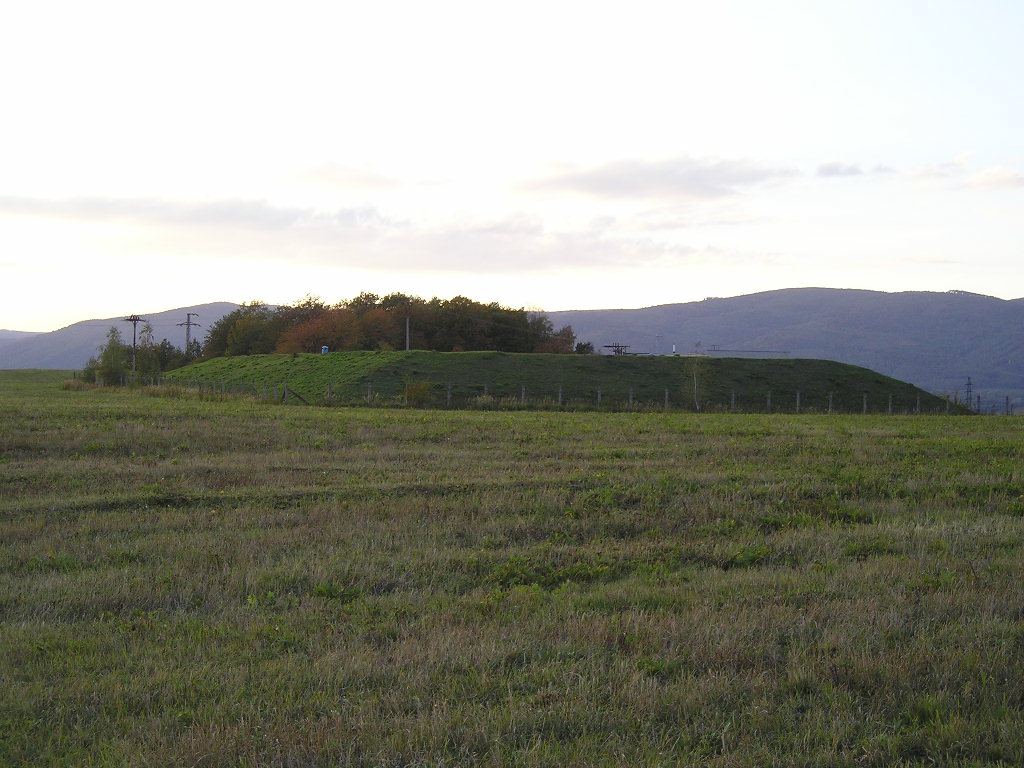
Vodohospodářská stavba
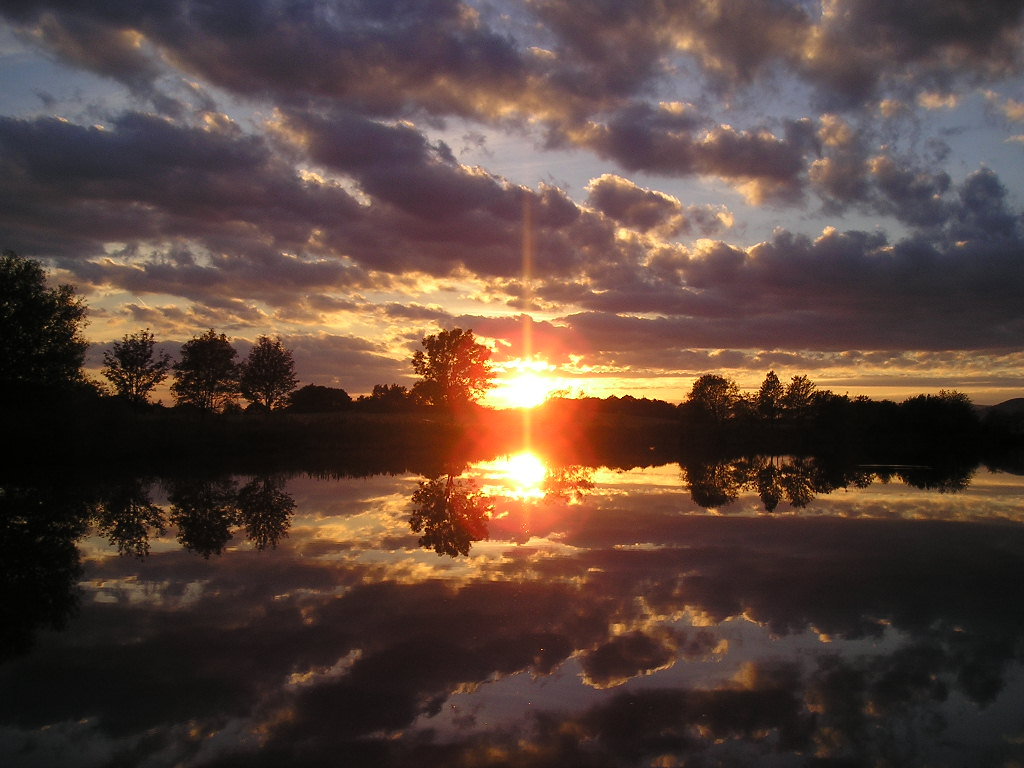
Podzimní západ Slunce nad rybníkem
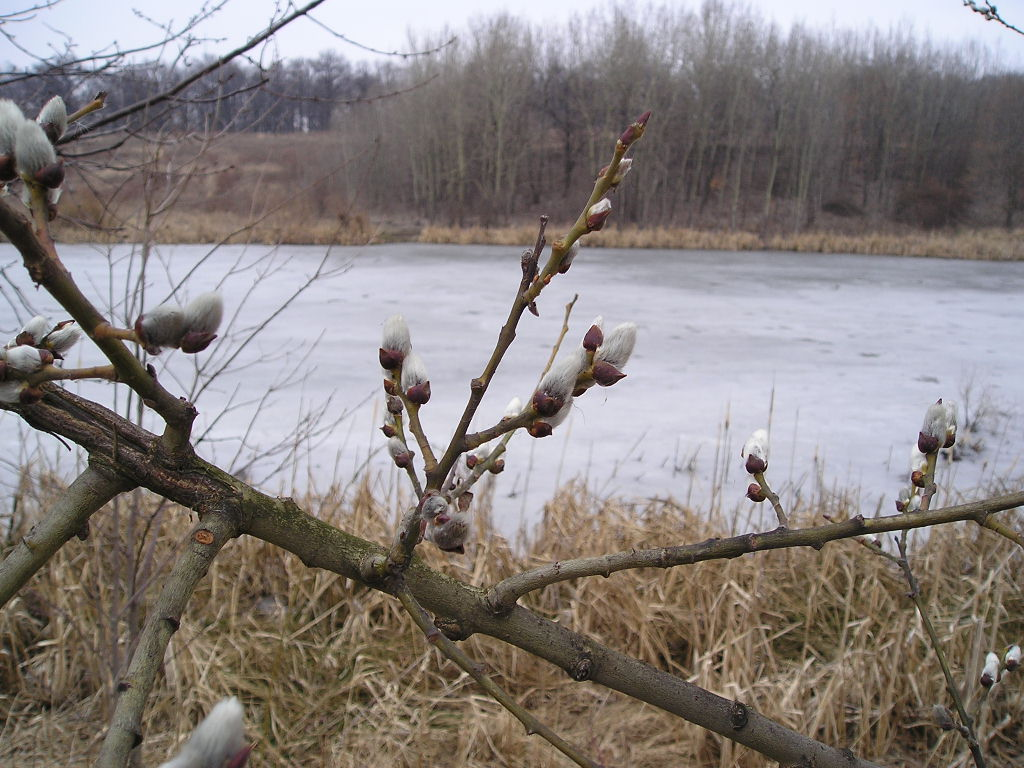
Jarní probouzení
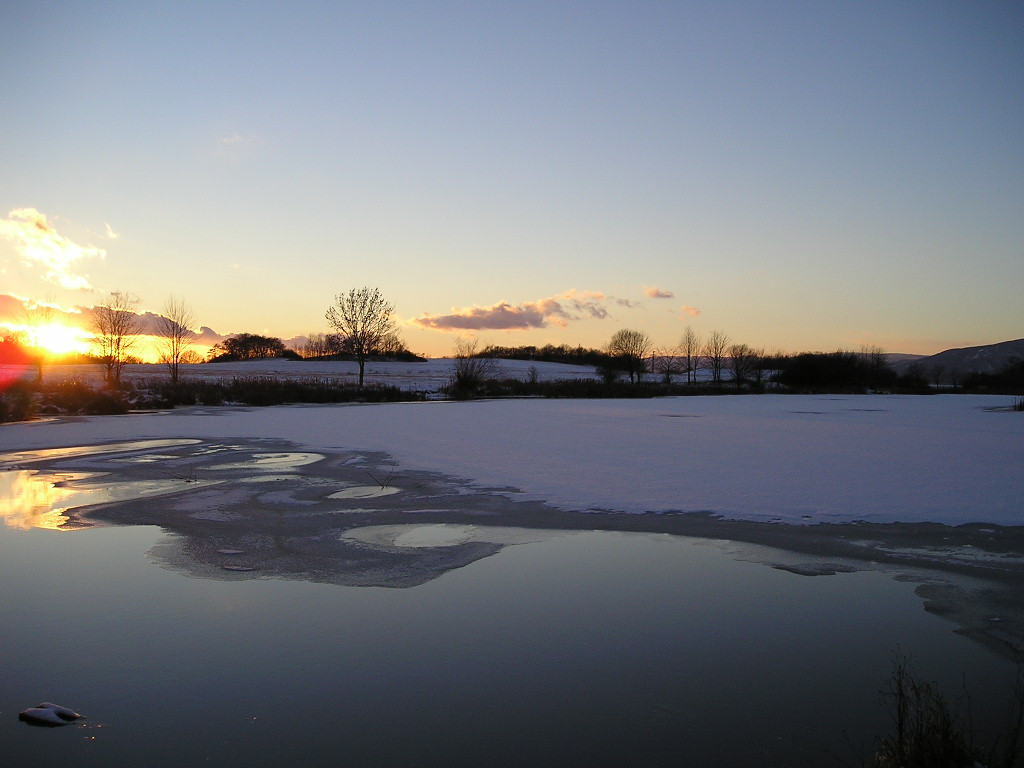
Zimní etuda